# 克羅宗迪拉雷斯山
46°08′55″N 10°35′30″E / 46.14856°N 10.59179°E
克羅宗迪拉雷斯山（義大利語：Crozzon di Lares），是意大利的山峰，位於該國北部，由特倫蒂諾-上阿迪傑大區負責管轄，屬於阿達梅洛-普雷薩內拉阿爾卑斯山脈的一部分，海拔高度3,180米，每年平均降雨量1,357毫米。